# Phaeotabanus limpidapex
Phaeotabanus limpidapex är en tvåvingeart som först beskrevs av Christian Rudolph Wilhelm Wiedemann 1828.  Phaeotabanus limpidapex ingår i släktet Phaeotabanus och familjen bromsar. Inga underarter finns listade i Catalogue of Life.